# Сумасшедший на воле
«Сумасшедший на воле» (англ. Crazy on the Outside) — комедийный фильм Тима Аллена, вышедший на телеэкраны в 2010 году.

## Сюжет
После выхода из тюрьмы Томми решил завязать с прошлым и начать новую жизнь. Но всё получается совсем не так, как он хочет. Его достаёт сумасшедшая семейка, а приятель зовёт на новое дело. Вдобавок ко всему он влюбляется в женщину-полицейскую, которая надзирает за ним.

## В ролях
| Актёр            | Роль                |
| ---------------- | ------------------- |
| Тим Аллен        | Томми               |
| Джули Боуэн      | Кристи              |
| Сигурни Уивер    | Вики                |
| Дж. К. Симмонс   | Эд                  |
| Рэй Лиотта       | Грей                |
| Келси Грэммер    | Фрэнк               |
| Джинн Трипплхорн | Анджела Пападополус |
| Миган Холауэй    | Тина                |